# Бучацька повітова філія «Просвіти»
Бучацька повітова філія «Просвіти» — територіальна одиниця всеукраїнського товариства «Просвіта» (матірного у Львові), що діяла в Бучацькому повіті.

## Коротка історія

### ПеріодКоролівства Галичини і Володимирії

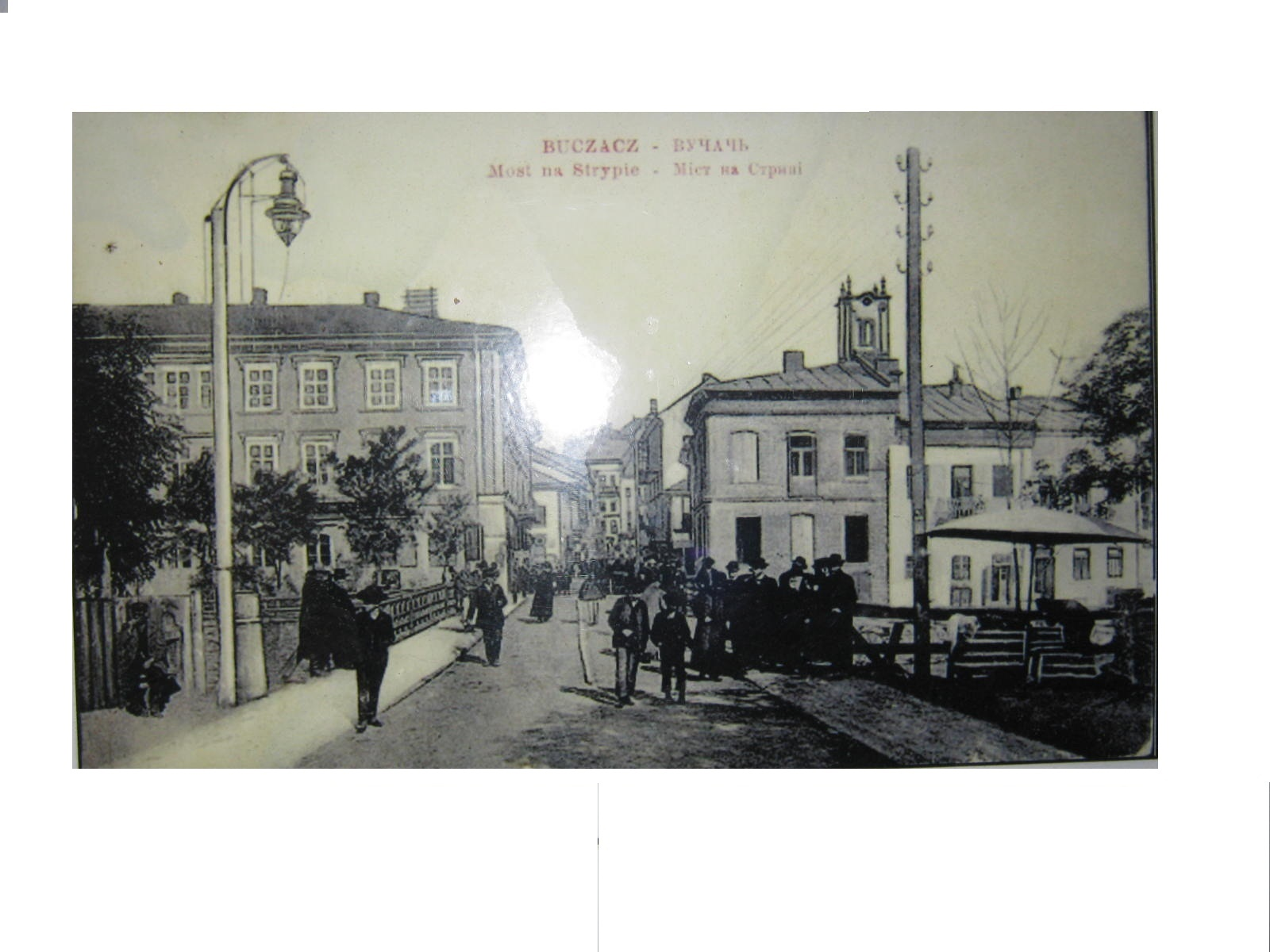
Бучач до I-ї світової війни. Справа за мостом — будинок банку «Праця» — осередок української громади міста

Друга філія українського товариства, яку утворили в Бучацькому повіті (після заснованої у 1904 р. філії товариства «Сокіл» (керівник — Станіслав Сіяк). Час заснування — 1907 р.
Перші Загальні збори відбулися 25 березня 1908 р., керівником був обраний вчитель гімназії Никифор Даниш  (1877—1954), представником матірного товариства зі Львова був Іван Петрушевич. Усіх читалень філії в окрузі було 50 (судовий повіт Золотий Потік до Бучацької філії тоді не належав (зокрема, читальня «Просвіти» в Бучачі існувала до утворення філії, понад 8 років містилася в домі Гриня Бобика, орієнтовно до 1909 р.; після утворення філії перемістилася до мешкання Гриня Чекановського, де була до 1914 р.).
Зі звіту за 1910 р. відомо, що праця тривала, великих здобутків не було (через виїзд двох членів виділу, смерть третього, які очолювали просвітній напрямок). У 1910 р. виділ старався поліпшити канцелярійне діловодство, скласти докладний реєстр членів, читалень, ввести постійні урядові години. Склад виділу: Микола Фірманюк (суддя) — голова, Василь Винар — місце-голова (заступник; гімназійний учитель), Остап Марків — секретар (студент права), Іван Цурковський — скарбник (суддя), Масляк Володимир — бібліотекар (гімназійний учитель); виділові: Іван Косарчин (господар з Нагірянки), Зенон Носковський (студент права); заступники: Петро Винник (господар з Жизномира), Микола Богдан (муляр з Бучача), Ілля Ружицький (міщанин з Язлівця). Контрольна комісія: Лев Балицький (кандидат нотар), Іван Макогонський (кандидат нотар), Іван Лозинський (вчитель виділової щколи). Було 2 секції: просвітньо-організаційна (керівник — голова філії) та економічна (керівник — суддя І. Цурковський, по його номінації Остап Сіяк (урядник пошти)).
Від 27 березня до 15 квітня 1911 р. пройшли перші торгово-касові курси для жителів міста та повіту, організовані філією «Просвіти». Навчанням, яке проходило в залі «Сокола», керував люстратор крамниць «Просвіти» Мирон Грушкевич. Бучацький монастир оо. Василіян надав помешкання для тих слухачів, які жили далеко від міста..
Перед війною діяли 60 читалень.

### Перша світова війна, період ЗУНР, українсько-польська війна 1918—1919
Діяльність не велась.

### Період ІІ-ї Речі Посполитої

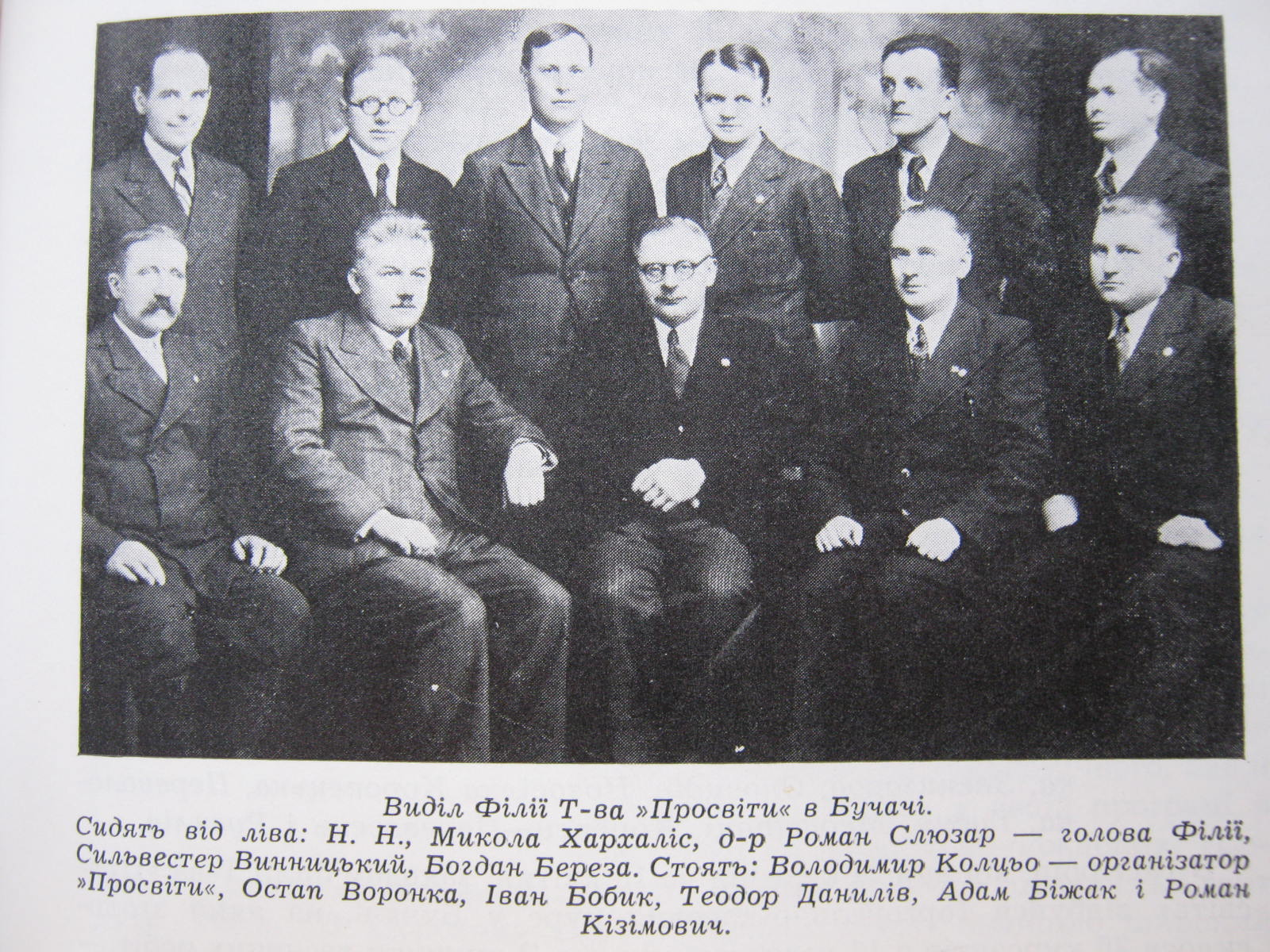
Виділ філії товариства Просвіта. Бучач. 1930-ті

Під час польської окупації влада чинила спротив відновленню діяльності, тому робота відновилась лише в 1922 р., відновлено 13 читалень, кількість членів — 71. Перші по війнах загальні збори філії відбулися 8 грудня 1923 р. (в 1923 р. діяли 16 читалень, наприкінці року — 165 членів). Щомісяця були збори виділу філії. У Монастириськах зроблено заходи для того, щоби створити просвітньо-організаційний осередок для судової округи Монастириська.
За спогадами бучачанина Михайла Гузара, головою філії до його виїзду з міста в 1924 році був монах-василіянин о. Олінський.
Календар «Просвіти» за 1925 р. подав: голова філії — о. Модест Пелех ЧСВВ; всіх читалень 54 (2 нові). Аматорські гуртки: 1924 р. — 12, 1925 р. — 19. Хорові одиниці: 1924 р. — 1, 1925 р. — 3. За 1925 р.: вистав — 28, концертів — 3, відчитів — 37, бібліотек — 34, книжок — 1666, членів: матірного товариства — 79, читалень — 3825 осіб; власних домів — 6. Почесними членами Товариства «Просвіта» у 1925 р. були Володимир Гнатюк — уродженець Бучаччини, парох Переволоки о. Іван Олесницький.
Під час пацифікації за наказом окупаційної влади були понищені читальні, деякі діячі були побиті, інші зазнавали катувань у тюрмах.
Склад виділу за 1935 р.: голова — доктор Слюзар Роман, секретар — маґістр Данилів Теодор, скарбник — директор Сильвестр Винницький; члени: Богдан Береза, Іван Бобик, маґістр Роман Кізімович, маґістр Адам Біжак; контрольна комісія: Н. Н., директор Микола Хархалі́с, Дмитро Рогатинський. Канцелярія філії знаходилась в будинку української кредитової спілки «Праця» (одна мала переходова до касинового товариства «Бесіда» кімната; весною 1939 р. перенесено до кімнати «Українського міщанського братства» в Бучачі). До більшовицько-московської окупації залишався незмінним.
У 1939 р. філія обсдуговувала 57 читалень та 7560 членів. Кожна читальня мала аматорський гурток, який давав пересічно 4 вистави щорічно, всі разом — 235. Книжок у бібліотеках було 20750, оркестрів 4, хорів 6, власних домів 31. Філія продавала аґенди товариства «Рідна Школа», організовувала захоронки (дитячі садки), проводила збирання коштів, предметів для них. У 1937 р. засновано 27 таких дитсадків.
З приходом більшовиків перестала діяти.